# Остров Отдыха (Новосибирск)
Остров Отдыха (также Коровий) — остров на реке Оби в городской черте Новосибирска. Расположен между Октябрьским и Бугринским мостами. Напротив острова (с юго-западной стороны) находится устье реки Тулы.

## Несанкционированная свалка
Для строительства ледового дворца в пойме Оби начали намывать песок, из-за чего остров в 2019—2022 гг. был соединен песчаной дамбой с левым берегом реки в районе парка «Арена». Вследствие этого возросло количество посетителей острова, и в результате здесь появилась несанкционированная свалка.

## В музыкальных произведениях
Коровий остров упоминается в песне группы Калинов мост «Сансара».